# Alan Lightman
Alan Lightman (Memphis, Tennessee, 1948) é um físico, romancista e ensaísta estadunidense.
Obteve seu bacharelado magna cum laude em física da Universidade de Princeton, em 1970, onde era um phi beta kappa, e o doutorado em física da Caltech em 1974.
Sua ficção, ensaios e artigos acadêmicos apareceram em publicações e jornais científicos dos Estados Unidos. Atualmente leciona no Instituto de Tecnologia de Massachusetts (MIT).